# Быченко, Алексей Юрьевич
Алексей Юрьевич Быченко (ивр. אולקסי ביצ'נקו‎; род. 5 февраля 1988 года, Киев, Украинская ССР, СССР) — израильский фигурист, ранее выступавший за Украину, серебряный призёр чемпионата Европы (2016), участник Олимпийских игр 2014, 2018 и 2022 годов. Трёхкратный чемпион (2016—2018) и вице-чемпион (2015, 2019, 2022) Израиля, двукратный вице-чемпион Украины (2007, 2008).

## Карьера

### За Украину
До 2010 года выступал за Украину, дважды (в 2007 и 2008 годах) становился серебряным призёром Чемпионата Украины, а в 2010 году — бронзовым. За Украину выступал на некоторых юношеских этапах Гран-при, второстепенных взрослых турнирах и зимней Универсиаде. На серьёзных соревнованиях он не являлся даже запасным в украинской сборной в тени Антона Ковалевского. В начале 2010 года он перебрался в США и принял решение выступать за Израиль; с украинской федерацией полюбовно договориться не удалось и он отбывал двухлетний карантин.

### За Израиль
Осенью 2011 года Алексей впервые в Загребе стартовал за новую страну. Ему сразу удалось заработать технический минимум для участия в мировом и континентальном чемпионатах. В начале 2012 года он дебютировал на этих чемпионатах.
Через год он не сумел пробиться вновь в произвольную программу и выйти на Олимпийские игры. После этого он начал готовиться к квалификационному турниру, на котором отбирались последние фигуристы на Олимпиаду. Турнир состоялся в Германии, на этом турнире Быченко уверенно получил путёвку. На прошедшем в январе 2014 года чемпионате Европе Израиль получил благодаря Быченко 2 квоты. На олимпийском турнире он выступал не только в короткой, но и в произвольной программе.

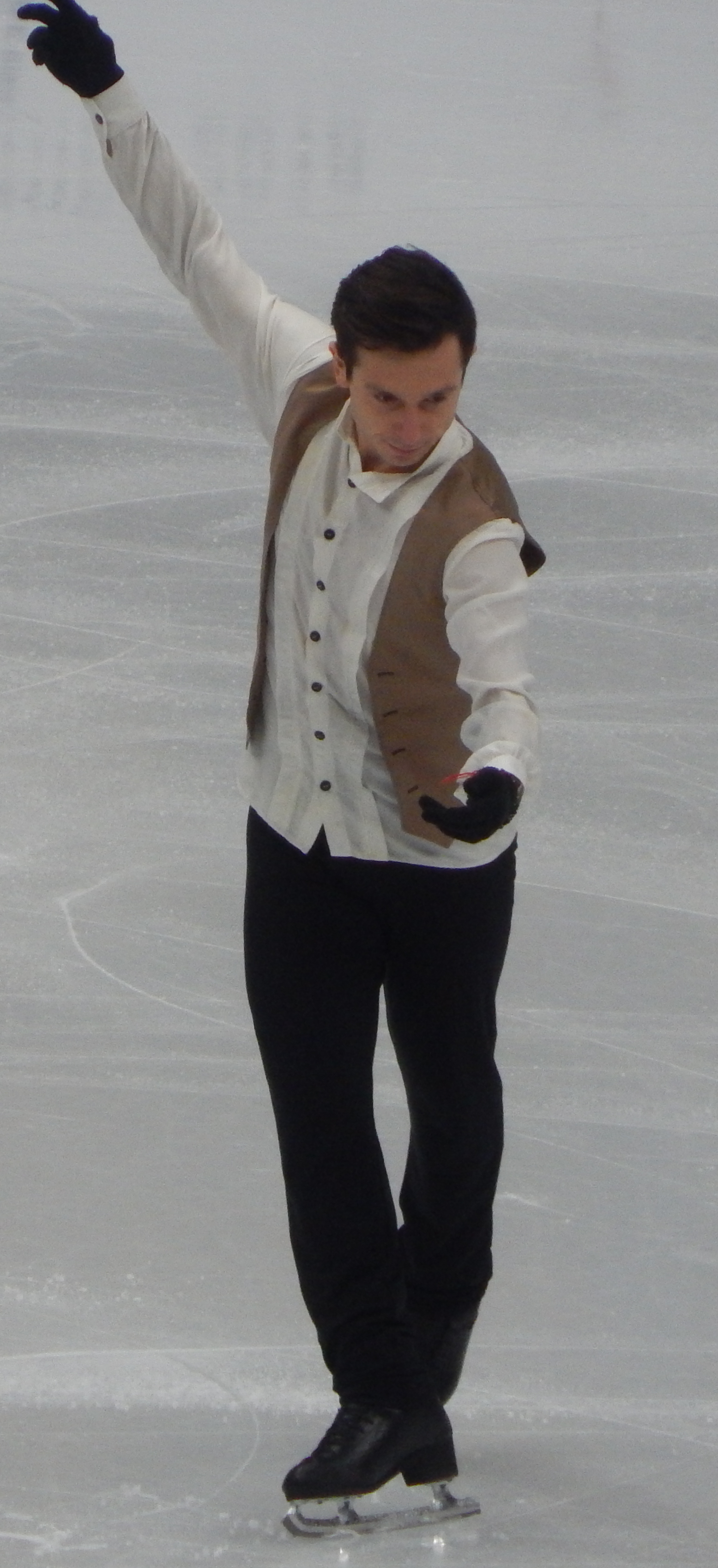
Чемпионат Европы 2018

На следующий сезон он выступал в серии Гран-при. На чемпионате Европы Быченко остановился в шаге от пьедестала, уверенно заняв четвёртое место. На чемпионате мира в Шанхае израильский фигурист оказался на 17-м месте.
В сентябре 2015 года Алексей начал новый сезон в США. Через месяц он стартовал на этапе серии Гран-при Skate America. Также не удачным было его выступление и на этапе в России. В середине декабря на национальном чемпионате он впервые стал чемпионом Израиля. В начале января на Кубке Несквик в Польше Алексей выступил очень убедительно, занял первое место и улучшил все свои предыдущие достижения; а в конце месяца Быченко впервые в истории израильского фигурного катания выиграл медаль на чемпионате Европы. Были побить все прежние достижения в короткой, произвольной программах и в сумме баллов. В начале апреля на мировом чемпионате в Бостоне израильский фигурист выступил удачно и занял место в числе пятнадцати лучших. Это было его лучшее выступление на мировых чемпионатах.
Новый предолимпийский сезон Алексей начал в октябре на турнире Finlandia Trophy, где он не был полностью готов и сумел финишировать лишь седьмым. В начале ноября израильский фигурист выступал на этапе Гран-при в Москве, где на Кубке Ростелекома занял в сложной борьбе третье место. При этом были значительно улучшены все прежние спортивные достижения. Намного неудачнее в конце ноября он выступил на заключительном этапе Гран-при в Саппоро, где занял четвёртое место. В начале декабря Быченко выступил в Хорватии на турнире Золотой конёк Загреба, где он в упорной борьбе занял первое место. На национальном чемпионате ему во второй раз удалось стать чемпионом своей страны. Израильский одиночник в конце января выступал в Остраве на европейском чемпионате и провалил произвольную программу, занял итоговое пятое место. При этом он был в числе лидеров после короткой программы. В конце марта он выступил на мировом чемпионате в Хельсинки, где фигуристу удалось занять место в десятке ведущих фигуристов мира. При этом он сумел в квалификации на предстоящую Олимпиаду в Южной Корее принести своей стране две путёвки. При этом он незадолго до чемпионата попал в автомобильную аварию.
Новый олимпийский сезон израильский одиночник начал в Минске на турнире серии «Челленджер», где он выступил неудачно, замкнул шестёрку. Через три недели намного удачнее он стартовал на японском этапе серии Гран-при, где финишировал с бронзовой медалью. В середине ноября на французском этапе Гран-при ему удалось финишировать в середине турнирной таблице. В начале декабря он принял участие в Золотом коньке Загреба, где его выступление было удачным, он в упорной борьбе финишировал с серебряной медалью. На Чемпионате Европы в Москве занял итоговое пятое место. В начале февраля ещё до открытия Олимпийских игр в Южной Корее фигурист начал соревнования в командном турнире. Израильтянин в Канныне финишировал вторым, при этом ему удалось незначительно улучшить своё прежние достижение в короткой программе. Сборная Израиля не вышла в финальную часть. В середине февраля в личном турнире Олимпийских игр израильский одиночник выступил очень удачно и финишировал рядом с десяткой. Ему удалось также улучшить свои прежние достижения в сумме и произвольной программе.
24 мая 2022 года объявил о завершении спортивной карьеры.

## Спортивные достижения

### За Израиль
| Соревнования                              | 11/12 | 12/13 | 13/14 | 14/15 | 15/16 | 16/17 | 17/18 | 18/19 | 19/20 | 20/21 | 21/22 |
| ----------------------------------------- | ----- | ----- | ----- | ----- | ----- | ----- | ----- | ----- | ----- | ----- | ----- |
| Олимпийские игры – личные соревнования    |       |       | 21    |       |       |       | 11    |       |       |       | 26    |
| Олимпийские игры – командные соревнования |       |       |       |       |       |       | 8     |       |       |       |       |
| Чемпионаты мира                           | 29    | 31    | 15    | 17    | 13    | 10    | 4     | 22    | С     | 24    |       |
| Чемпионаты Европы                         | 22    | 14    | 10    | 4     | 2     | 5     | 5     | 9     | 12    |       |       |
| Этап Гран-при: Кубок Китая                |       |       |       | 7     |       |       |       |       |       |       |       |
| Этап Гран-при: Skate America              |       |       |       | 11    | 12    |       |       | 9     | 7     | 6     |       |
| Этап Гран-при: Кубок Ростелекома          |       |       |       |       | 10    | 3     |       |       |       |       |       |
| Этапы Гран-при: NHK Trophy                |       |       |       |       |       | 4     | 3     |       | 11    |       |       |
| Этапы Гран-при: Internationaux de France  |       |       |       |       |       |       | 5     |       |       |       |       |
| Этапы Гран-при: Хельсинки                 |       |       |       |       |       |       |       | 9     |       |       |       |
| Nebelhorn Trophy                          |       | 15    | 5     | 7     |       |       |       |       | 3     |       |       |
| Finlandia Trophy                          |       |       |       | 5     |       | 7     |       | WD    |       |       |       |
| Турнир в Солт-Лейк-Сити                   |       |       |       |       | 7     |       |       |       |       |       |       |
| Asian Open                                |       |       |       |       |       |       |       |       | 4     |       |       |
| Все звёзды (Минск)                        |       |       |       |       |       |       | 6     |       |       |       |       |
| Кубок Баварии                             |       | 5     |       |       |       |       |       |       |       |       |       |
| Золотой конёк Загреба                     | 8     | 5     | 4     |       |       | 1     | 2     | 10    | 8     |       | 13    |
| Warsaw Cup                                |       |       |       |       |       |       |       |       |       |       | 6     |
| Турнир в Австрии                          |       | 13    |       |       |       |       |       |       |       |       |       |
| Challenge Cup                             |       |       |       |       |       |       |       |       | 6     |       |       |
| Трофей Таллина                            |       |       |       | 1     |       |       |       |       |       |       |       |
| Кубок Несквик                             |       |       |       |       | 1     |       |       |       |       |       |       |
| Кубок Тироля                              |       |       |       |       |       | 2     |       |       |       |       |       |
| Чемпионат Израиля                         |       |       |       | 2     | 1     | 1     | 1     | 2     | 3     |       | 2     |

### За Украину
| Соревнования                        | 02/03 | 03/04 | 04/05 | 05/06 | 06/07 | 07/08 | 08/09 | 09/10 |
| ----------------------------------- | ----- | ----- | ----- | ----- | ----- | ----- | ----- | ----- |
| Турнир в Румынии                    |       |       |       |       |       | 3     | 2     | 4     |
| Международный Кубок Ниццы           |       |       |       |       |       | 11    |       |       |
| Finlandia Trophy                    |       |       |       |       |       |       | 11    |       |
| Мемориал Непелы                     |       |       |       |       |       |       |       | 8     |
| Турнир в Израиле                    |       |       |       | 6     |       |       |       |       |
| Универсиады                         |       |       |       |       | 29    |       |       |       |
| Этапы юниорского Гран-при: Андорра  |       |       |       | 15    |       |       |       |       |
| Этапы юниорского Гран-при: Хорватия |       |       |       | 10    |       |       |       |       |
| Этапы юниорского Гран-при: Чехия    |       | 22    |       |       |       |       |       |       |
| Этапы юниорского Гран-при: Тайвань  |       |       |       |       | 8     |       |       |       |
| Этапы юниорского Гран-при: Украина  |       |       | 19    |       |       |       |       |       |
| Чемпионаты Украины                  | 4     | 4     |       |       | 2     | 2     |       | 3     |
| Первенство Украины среди юниоров    |       |       | 2     |       |       |       |       |       |